# فرودگاه تایچن شمال غربی
فرودگاه تایچن شمال غربی (به انگلیسی: Taechon Northwest Airport) یک فرودگاه نظامی است . این فرودگاه در کشور کره شمالی قرار دارد و در ارتفاع ۸۹ متری از سطح دریا واقع شده‌است.